# Президент Линкольн: Охотник на вампиров
«Президент Линкольн: Охотник на вампиров» (англ. Abraham Lincoln: Vampire Hunter) — американский фильм режиссёра Тимура Бекмамбетова и продюсера Тима Бёртона, снятый по одноимённому роману Сета Грэма-Смита.
Мировая премьера фильма состоялась 22 июня 2012; в России — 21 июня. 
Первая премьера фильма прошла на авианосце «Авраам Линкольн».

## Сюжет
1818 год, США. Мальчик Авраам Линкольн живёт со своими родителями у плантатора Джека Бартса в штате Индиана.
Линкольн заступается за негритёнка Уильяма Джонсона, что приводит к конфликту его отца с Бартсом.
Плантатор увольняет отца Линкольна и требует немедленно вернуть долг с процентами. Получив отрицательный ответ, Бартс, оказавшийся вампиром, приходит к ним ночью и кусает мать Линкольна, после чего та умирает.
Спустя девять лет одержимый местью Линкольн подстерегает Бартса и убивает его выстрелом в глаз, но тот, будучи вампиром, оживает и едва не убивает Линкольна, но его спасает собеседник из бара Генри Стёрджес.
Он рассказывает Линкольну, что вампиры существуют, в США ими руководит некий Адам (плантатор из Нового Орлеана), захвативший контроль над югом США. 
Стёрджес обучает Линкольна охоте на вампиров, после чего тот переезжает в Спрингфилд, устраивается на работу продавцом в магазин Джошуа Спида, а по ночам истребляет вампиров по наводкам Стёрджеса. 
Там же он встречает девушку Мэри Тодд, на которой вскоре женится.
Линкольн убивает Бартса, но тот перед смертью успевает сказать, что Стёрджес — тоже вампир. Линкольн застаёт Стёрджеса в тот момент, когда тот кусает насильника. В этот момент Стёрджес признаётся, что Адам превратил его в вампира и убил его возлюбленную, поэтому Стёрджес ищет и тренирует добровольцев-охотников, чтобы убить Адама, так как сами вампиры не могут уничтожать друг друга.
Линкольн решает оставить охоту, но Адам выкрадывает его друга Уилла Джонсона и требует, чтобы тот явился к нему на бал. На балу Адам высказывает свой план по превращению США в страну вампиров, но из смертельной ловушки героев спасает Джошуа Спид.
После этого, борьба Линкольна с вампирами переходит на новый уровень — он начинает политическую карьеру: Линкольн становится президентом страны и начинает борьбу с работорговцами. Он произносит прокламацию об освобождении рабов, что приводит к отделению южных штатов и после этого начинается гражданская война.
Тем временем одна из вампирш, Ведома, прокрадывается в дом Линкольна и кусает его сына Уильяма (Вилли), из-за чего тот умирает. Президент Конфедерации Дэвис идёт на сделку с Адамом. По этому договору, вампиры обязуются помогать рабовладельцам.
Вампиры вступают в бой в первых линиях южан, что приводит к ряду сокрушительных поражений северян.
Линкольн собирает серебро, из которого отливают штыки, пули, ядра и картечь, и везёт его на поезде к линии фронта. Отряд вампиров под командой Адама, предупреждённого Джошуа Спидом, нападает на поезд, но попадает в ловушку: серебро уже отправлено другой дорогой.
В решающем бою герои истребляют Адама и его вампиров. Северяне, получив серебро, выкашивают шеренги вампиров и вскоре одерживают решающую победу. Жена Линкольна убивает Ведому, успев зарядить ружьё кулоном в виде серебряной сабли, которую уронил Вилли, когда Ведома его укусила. Оставшиеся вампиры покидают США.
14 апреля 1865 года. Стёрджес предлагает Линкольну стать вампиром, чтобы обрести бессмертие, но президент отказывается и отправляется с женой в театр.
Наши дни. Стёрджес знакомится в баре с жаждущим мести человеком, как в своё время с Линкольном.

## В ролях
- Бенджамин Уокер — Авраам Линкольн[5];
- Руфус Сьюэлл — Адам, глава вампиров;
- Мартон Чокаш — Джек Бартс;
- Мэри Элизабет Уинстэд — Мэри Тодд Линкольн[6];
- Джозеф Моул — Томас Линкольн;
- Джимми Симпсон — Джошуа Спид;
- Доминик Купер — Генри Стёрджес;
- Энтони Маки — Уильям Джонсон[англ.];
- Робин Макливи — Нэнси Линкольн;
- Алан Тьюдик — Стивен А. Дуглас;
- Джон Ротман — Джефферсон Дэвис;
- Эрин Уоссон — Ведома;
- Жаклин Флеминг — Гарриет Табмен.

## Съёмки
Фильм снят по одноимённому роману Сета Грэма-Смита. Тим Бёртон и Тимур Бекмамбетов заявили 3 марта 2010 года о приобретении прав на экранизацию романа, а о начале съёмок было объявлено 4 октября 2010, тогда же стало известно, что приблизительный бюджет составит 69 миллионов долларов, и фильм выйдет в 3D.
28 января 2011 года был объявлен исполнитель главной роли — Бенджамин Уокер. Первый кадр был опубликован 10 мая 2011 года, а постеры — 16 декабря.

## Кастинг
На роль Авраама Линкольна рассматривались Эдриен Броуди, Джош Лукас, Джеймс Д’арси, Том Харди и Оливер Джексон-Коэн.
Хоакин Феникс рассматривался как приоритетная кандидатура на роль Генри Стёрджеса, но отказался.